# Доменна пещ
Доменната пещ, наричана още висока пещ, е металургическа вертикално разположена пещ с непрекъснато действие за добив на суров чугун от железни руди. Зарежда се отгоре, като се редуват слой руда и слой кокс. В пещта желязната руда се разтопява, като протичат редица редукционни процеси. По-отгоре се излива шлаката, а от дъното – разтопеният чугун. Най-важната особеност на процеса е неговата непрекъснатост – от конструирането на пещта до генералния ремонт.
Доменни пещи са съществували в Китай от около I век, а в Европа от Средновековието насам. Те се разпространяват от района около Намюр във Валония (Белгия) в края на XV век, въведени са в Англия през 1491 г. Използваното гориво в тях е въглища, чийто основен недостатък е, че замърсяват с нежелани примеси – например сяра, получения метал. Успешното им заместване с кокс се приписва на Ейбръхам Дарби – 1709 г. Ефективността на процеса е допълнително усъвършенствана от практиката на предварително загряване на въздуха за горене, патентована от Джеймс Бомонт Нийлсън в 1828 г. През 1857 г. Едуард Каупър патентова нагреватели, известни също като регенератори или каупери, за доменни пещи, които позволяват да се спестят значителни количества кокс.